# Hipoteca inversa
Hipoteca inversa, hipoteca a la inversa o hipoteca revertida es una operación financiera especialmente diseñada para adultos de la tercera edad que consiste en convertir a dinero el valor que representa su vivienda, sin perder los derechos de titularidad. Al morir el propietario, es la entidad quien pasa a ser el nuevo dueño del inmueble, a menos que los herederos paguen el dinero al banco que dio en vida al titular fallecido.

## Contenido de la hipoteca inversa en España
El Banco de España define la hipoteca inversa como un crédito o préstamo garantizado con una hipoteca que recae sobre la vivienda habitual (también sobre otras viviendas, pero, en ese caso, las posibles ventajas o beneficios fiscales serían menores), concedido, de una sola vez o a través de prestaciones periódicas, a una persona que debe ser mayor de una determinada edad —a partir de 65 años— o acreditar un grado de discapacidad (igual o superior el 33 %) o dependencia (dependencia severa o gran dependencia), no siendo exigible su devolución hasta el momento de su fallecimiento. Al revés que en una hipoteca normal, la deuda no va disminuyendo con el tiempo, sino aumentando hasta que un tercero —los herederos del inmueble— opta por asumirla como propia, en caso de interesarle mantener la propiedad del inmueble.
La normativa legal la define como un préstamo o crédito hipotecario con el que el propietario de la vivienda realiza disposiciones, periódicas o en forma de cobro único, hasta un importe máximo determinado por un porcentaje del valor de tasación en el momento de la constitución, y al alcanzarse dicho porcentaje se deja de disponer de la renta aunque la deuda sigue generando intereses.
La hipoteca inversa debe ser concedida por una entidad de crédito o una entidad aseguradora y el solicitante y los beneficiarios que éste pueda designar deben ser mayores de 65 años o afectados de dependencia severa o gran dependencia. 
Se exige que la tasación de la vivienda sea realizada por una sociedad de tasación y que el inmueble se encuentre asegurado contra daños. Lógicamente, el importe del crédito, y, por tanto, la cuantía a percibir, dependerá del valor resultante de la tasación, del tipo de vivienda a hipotecar y de su destino (habitual, vivienda secundaria, vivienda alquilada a un tercero,...), de la edad de la persona que suscriba la hipoteca, y de la forma de percepción (capital único, renta temporal o renta vitalicia). 
Una vez fallecido el deudor hipotecario o el último beneficiario, corresponde a los herederos liquidar la situación con la entidad de crédito. Podrán optar por cancelar totalmente el crédito hipotecario, para lo cual deberán satisfacer a la entidad de crédito la totalidad de los débitos vencidos más los intereses, sin que la entidad pueda en estos casos exigir ninguna compensación por la cancelación de la hipoteca. Esta cancelación puede producirse mediante el uso de fondos propios de los herederos, mediante la refinanciación de la deuda contraída (p.e., con un préstamo hipotecario) o bien vender la vivienda.
En el supuesto de que los herederos no quieran, o no puedan, cancelar el crédito hipotecario, la entidad de crédito podrá ejecutar la hipoteca y resarcirse así de los débitos vencidos, con sus intereses, teniendo en cuenta que en este caso la hipoteca responde de los intereses aun cuando éstos se hayan generado en plazo superior a cinco años. No obstante, la entidad sólo podrá obtener el recobro hasta donde alcancen los bienes de la herencia, sin que la entidad financiera pueda ejecutar el cobro con otro patrimonio personal de los herederos. 

#### Tipos de hipoteca inversa
Se puede decir que hay tres tipos de hipoteca inversa, las cuales dependerán de cómo se percibe el préstamo hipotecario: 
- Hipoteca inversa temporal. Se recibe la cuota mensual por un tiempo limitado, previamente fijado en el contrato que se firme.
- Hipoteca inversa vitalicia. La cuota es menor que la anterior y se paga mensualmente durante los años de vida que le queden al titular.
- Hipoteca inversa de disposición única. Con base en la tasación de la vivienda, el beneficiario recibirá un pago único.

## Regulación en España
En España está regulada por la Ley 41/2007, de 7 de diciembre, por la que se modifica la Ley 2/1981, de 25 de marzo, de Regulación del Mercado Hipotecario y otras normas del sistema hipotecario y financiero, de regulación de las hipotecas inversas y el seguro de dependencia y por la que se establece determinada norma tributaria (reforma del mercado hipotecario, «BOE» núm. 294, de 8 de diciembre de 2007).
En el apartado 4 de la disposición adicional primera (que contiene la «regulación relativa a la hipoteca inversa»), se exige que las entidades de crédito y las entidades aseguradoras autorizadas para operar en España que concedan hipotecas inversas suministren servicios de asesoramiento independiente a los solicitantes de este producto bancario, con la finalidad de garantizar los derechos de los clientes y su adecuación a sus necesidades económicas y financieras. Esa labor de asesoramiento normalmente la realizan empresas especializadas que trabajan para los clientes particulares.